# フェロー語
フェロー語（フェローご、フェロー語: føroyskt mál [ˈføːɹɪst ˈmɔaːl]）とは、フェロー諸島の唯一の公用語。使用人口はフェロー諸島内で50,000人弱で、デンマーク本土などにも話者がいる。

## 概要
言語系統上は、インド・ヨーロッパ語族ゲルマン語派（西）ノルド諸語に属す。アイスランド語と親縁関係にあり、語彙の60％を共有しているほか、単語のつづりなど正書法はアイスランド語に倣っている場合が多い。しかし、発音など音声面では、ノルウェーの東部方言に近いとされる。また、長らくデンマークの支配下にあったため、学術、行政用語など、デンマーク語の影響が濃厚である。しかし、現在でも新しい外来語などは、アイスランド語にあわせることが多い。また、諸島の南北で方言差が大きい。標準語として採用されているのは、北部の言葉である。

## フェロー語によるメディア
- 新聞
  - Dimmalætting
  - SOSIALURIN
  - Nordlysid
- テレビ
  - KRINGVARP FØROYA（フェロー諸島の国営ラジオ・テレビ放送）
  - BBC、デンマーク放送局の中継局あり。
- ラジオ局
  - RÁS 2
  - KRINGVARP FØROYA
  - Lindin(キリスト教関連の放送)